# ويليام د. تورنر
ويليام د. تورنر (بالإنجليزية: William D. Turner)‏ هو محامي وسياسي أمريكي، ولد في 1 يونيو 1836، وتوفي في 2 أبريل 1905. حزبياً، نشط في الحزب الجمهوري. وقد انتخب عضو جمعية ولاية ويسكونسن.